# Charles Vincent
Charles Vincent (* 1862 in Rouen; † 1918) war ein französischer Bildhauer.

## Leben und Werk
Charles Vincent war Schüler bei Alexandre Falguière und Antonin Mercié. 1903 wurde er Mitglied in der Pariser Société des Artistes Français, auf deren Salons er ausstellte und 1905 eine Auszeichnung erhielt.
Zu seinen bekannteren Arbeiten gehören die Bronzefiguren Flamencotänzerin und Schafhirte, auf Stab gestützt.